# 上国料勇
上国料 勇（かみこくりょう いさむ、1970年7月31日 - ）は、日本のゲームクリエイター、イラストレーター、洋画家。東京都生まれ、鹿児島県育ち。現在はフリーで活動している。

## 来歴
本名は上國料という旧字だが、書くには大変という理由で普段は上国料で通している。
鹿児島県立松陽高等学校を卒業後、東京学芸大学に進学し美術を専攻する。
1999年、スクウェア（現スクウェア・エニックス）に入社。入社後直ぐにファイナルファンタジーXのチームに配属され、FFシリーズでは「ファイナルファンタジーXIII」シリーズ3作でアートディレクターを務め、『ファイナルファンタジーX』や『ファイナルファンタジーXII』『ファイナルファンタジーXV』にも携わる。2017年付でスクウェア・エニックスを退社。現在は独立し、フリーで活動中で、2018年には一休さんゆかりの真珠庵にて、400年ぶりとなる襖絵制作も手掛ける。
2021年には、同年7月に公開された『竜とそばかすの姫』のコンセプトアーティストとして参加、監督の細田守からは「ファンタジー世界の中でもリアリティーを感じさせてくれるデザイナーです。“竜の城”も、アイデアに溢れた見事な仕上がりになりました。“クジラ”も、“スピーカーで着飾ったクジラ”というお題で、いろんな人が案を出したのですが、上国料さんにお願いすると、すぐにあのデザインが上がってきたんです。 天女の羽衣のような布が取り巻いた、すばらしい造形です。」とインタビューの中で称賛を受けた。

## 主に手がけた作品
- ファイナルファンタジーX（2001年） ガジェットアートデザイナー
- ファイナルファンタジーXII（2006年） 背景アート、アートディレクター
- ファイナルファンタジーXII レヴァナント・ウイング（2007年） アートスーパーバイザー、タイトルロゴデザイン
- ファイナルファンタジーXIII（2009年） アートディレクター
- ザ・サード バースデイ（2010年） アートディレクター
- ファイナルファンタジーXIII-2（2011年） アートディレクター
- ライトニング リターンズ ファイナルファンタジーXIII（2013年） アートディレクター
- ファイナルファンタジーXV（2016年） アートディレクター
- ペーパーマリオ オリガミキング（2020年） アートディレクター
- 竜とそばかすの姫（2021年） コンセプトアーティスト
- ハーヴェステラ（2022年） コンセプトアーティスト
- ペーパーマリオRPG(Switch版)（2024年） アートディレクター

## 外部サイト
- 上国料勇 (@kamikoku2009) - X（旧Twitter）